# Rio Usno
O rio Usno é um curso de água Etíope e afluente do rio Omo. Este rio nasce da confluência do rio Mago com o rio Neri. O seu curso dirige-se para sul após as Colinas Nyalibong antes de desaguar no Omo nas coordenadas 5° 27′ 00″ N, 36° 13′ 17″ L. Praticamente todo o curso do Usno encontra-se dentro dos limites do Parque Nacional de Mago.